# Ner d’Ala
Ner d’Ala  ist eine Rotweinsorte. Sie wird in kleinen Mengen im östlichen Teil des italienischen Aostatal in den Gemeinden Issogne, Verrès, Montjovet und Arnad kultiviert. Eine im Jahr 2002 veröffentlichte Untersuchung zeigte, das Ner d’Ala mit den im nördlichen Piemont angebauten Sorten Verdes und Uva di Biella identisch ist. Eine enge Verwandtschaft besteht darüber hinaus zur im mittleren Piemont angebauten Sorte Provinè.

## Herkunft
Ner d´Ala gehört zu einer Gruppe von Rebsorten, die sich in der geographischen Insellage der Alpenregionen Italiens und des Wallis in der Schweiz halten konnten. Zu dieser Gruppe gehören die folgenden Sorten:
- Rotweinsorten: Bonda, Cornalin d’Aoste, Cornalin du Valais, Crovassa, Durize, Eyholzer, Fumin, Goron de Bovernier, Mayolet, Ner d’Ala, Petit-Rouge, Prëmetta/Prié rouge, Roussin, Roussin de Morgex, Vien de Nus, Vuillermin.
- Weißweinsorten: Completer, Himbertscha, Humagne Blanche, Lafnetscha, Petite Arvine, Planscher, Prié Blanc, Resi.

## Synonyme
Gros Vien (dieses Synonym gilt auch für die Rebsorte Vien de Nus), Nerdela und Vernassa. Durch die DNA-Analyse des Jahres 2002 wurden noch die Synonyme Verdes und Uva di Biella aufgenommen.

## Abstammung
Ner d’Ala ist eine autochthone Sorte im Aostatal.

## Phänologische Werte
Die Werte wurden zwischen 1996 und 1998 im Ortsteil Breil bei Châtillon auf einer Höhe von 550 m in einem Weinberg mit südlicher Ausrichtung erhoben:
- Austrieb: 18. April (→ BBCH-Skala für Weinreben)
- Blüte: 13. Juni
- Reife: 25. August
- Ernte: 8. Oktober